# مورتن أوسترغارد
مورتن أوسترغارد (بالدنماركية: Morten Østergaard)‏ (بالدنماركية: Morten Østergaard) سياسي دنماركي وعضو في الحزب الليبرالي الاجتماعي الدنماركي وعضو في الفولكتنغ منذ 2005. ولد في 17 يونيو، 1976 بمدينة آرهوس الدنماركية. شغل منصب وزير الشؤون الداخلية والاقتصادية للدنمارك منذ 2 سبتمبر، 2014. ويشغل حاليا 2014 منصب رئيس المجموعة البرلمانية للحزب. شغل منصب وزير البحوث والابتكار والتعليم العالي من 2011 إلى 2014.
حصل على درجة الماجستير في العلوم السياسية من جامعة آرهوس، وشغل منصب نائب رئيس الحزب من 2002 إلى 2005. أصبح زعيما للمجموعة البرلمانية للحزب الليبرالي الاجتماعي الدنماركي في 31 أغسطس، 2014، بعد الإعلان عن اختيار سلفه مارغريت فيستيجر مفوضة للدنمارك في الاتحاد الأوروبي.